# 薩扎諾沃湖 (車里雅賓斯克州)
55°44′14″N 60°36′14″E / 55.7372°N 60.6039°E

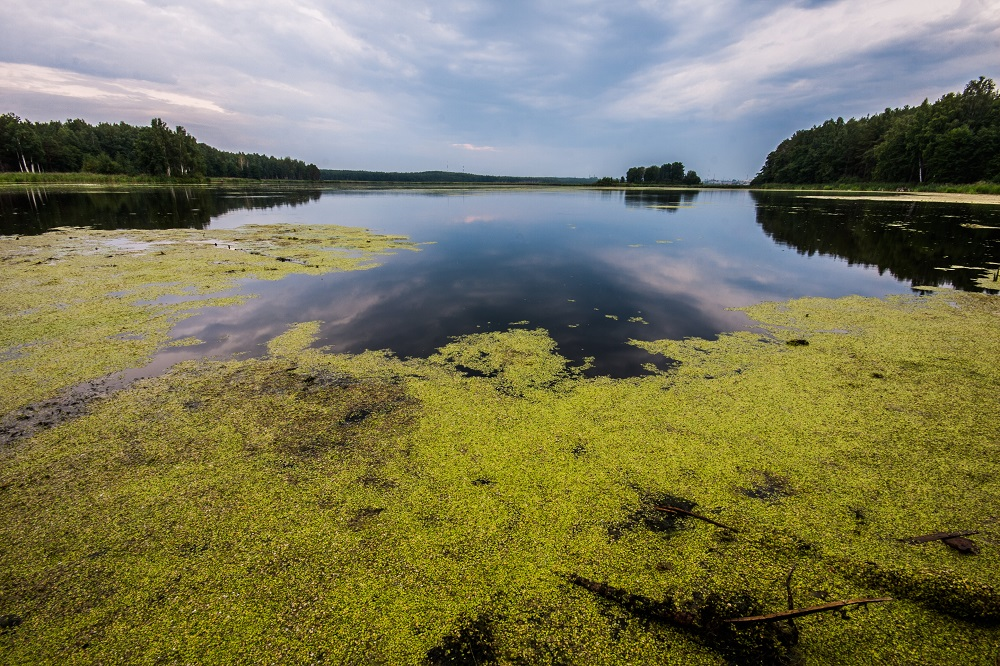

薩扎諾沃湖（俄语：Сазаново），是俄羅斯的湖泊，位於該國西南部車里雅賓斯克州，處於克什特姆，長0.8公里、寬0.4公里，面積0.32平方公里，該湖泊平均水深1米。